# Rutylapa penrissensis
Rutylapa penrissensis är en tvåvingeart som först beskrevs av Edwards 1926.  Rutylapa penrissensis ingår i släktet Rutylapa och familjen platthornsmyggor. Inga underarter finns listade i Catalogue of Life.